# 스테이트 오브 플레이 (영화)
《스테이트 오브 플레이》(영어: State of Play)는 2009년 개봉된 영국,미국의 정치 스릴러 영화이다. 케빈 맥도널드가 감독하고, 러셀 크로, 벤 애플렉, 레이철 매캐덤스, 헬렌 미렌, 로빈 라이트, 제이슨 베이트먼 등이 출연하였다. 진실을 갈망하는 기자와 스캔들의 휘말린 정치인의 관계를 다뤄 저널리즘의 진정성을 다시 생각해볼 수 있는 영화이다.

## 출연
- 러셀 크로 - 칼 매캐프리 역
- 벤 애플렉 - 스티븐 콜린스 역
- 레이철 매캐덤스 - 델라 프라이 역
- 헬렌 미렌 - 캐머런 린 역
- 로빈 라이트 펜 - 앤 콜린스 역
- 해리 레닉스 - 도널드 벨 형사 역
- 제이슨 베이트먼 - 도미닉 포이 역
- 제프 대니얼스 - 조지 퍼거스 역
- 조시 모스텔 - 피트 역
- 웬디 매케나 - 그리어 손턴 역
- 마리아 세이어 - 소니아 베이커 역
- 마이클 제이스 - 스튜어트 브라운 역
- 브레넌 브라운 - 앤드루 펠 역
- 마이클 버레스 - 로버트 빙엄 역
- 마이클 웨스턴 - 행크 역
- 바이올라 데이비스 - 주디스 프랭클린 역
- 배리 셔바카 헨리 - 진 스타비츠 역
- 데이비드 하버 - 포인트코퍼레이션 내부자 역
- 조이 리스터존스 - 제시 역
- 케이티 믹슨 - 론다 실버 역
- 세라 로드 - 맨디 역
- 스티브 박 - 크리스 카와이 역
- 롭 베네딕트 - 밀트 역
- 턱 밀리건 - 포인트코퍼레이션 임원 역
- 댄 브라운 - 버넌 샌도 역
- 셰인 에덜먼 - 퍼셀 지방 검사 역
- 애슐리 벨 - 목소리 역 (목소리, 크레디트 미기재)
- 데이비드 포스터 - TV 촬영 기사 역 (크레디트 미기재)

## 흥행
- 대한민국 관객수: 15만 명

## 수상
- 2009년 제1회 코펜하겐 국제다큐멘터리영화제 후보 유럽의 목소리
- 2010년 제30회 런던 비평가 협회상 후보 영국감독상

## 우리말 녹음
KBS 성우진 (2014년 6월 6일)
- 양지운 - 칼(러셀 크로)
- 오인성 - 스티븐(벤 애플렉)
- 박지윤 - 델라(레이철 매캐덤스)
- 송도영 - 캐머런(헬렌 미렌)
- 강희선 - 앤(로빈 라이트 펜)
- 박찬희 - 도미닉(제이슨 베이트먼)
- 유해무 - 조지(제프 대니얼스) / 브라운(마이클 제이스)
- 한복현 - 로버트(마이클 버레스) / 도널드(해리 레닉스) / 행크(마이클 웨스턴)
- 이장원 - 피트(조시 모스텔)
- 박상일 - 진 스타비츠(배리 셔바카 헨리)
- 김소희 - 주디스(바이올라 데이비스) / 소니아(마리아 세이어)
- 이희탁 - 퍼셀(셰인 에덜먼)